# زبان اشاره مالیایی
زبان اشاره مالیایی یا زبان اشاره باماکویی زبان اشاره‌ای است که توسط ناشنوایان و کم شنوایان در منطقه باماکو کشور مالی استفاده می‌شود.